# Калумет (Міннесота)
Калумет (англ. Calumet) — місто (англ. city) в США, в окрузі Ітаска штату Міннесота. Населення — 334 особи (2020).

## Географія
Калумет розташований за координатами 47°19′13″ пн. ш. 93°16′17″ зх. д. / 47.32028° пн. ш. 93.27139° зх. д. (47.320392, -93.271458).  За даними Бюро перепису населення США в 2010 році місто мало площу 4,09 км², з яких 4,06 км² — суходіл та 0,03 км² — водойми. В 2017 році площа становила 4,70 км², з яких 4,66 км² — суходіл та 0,03 км² — водойми.

## Демографія
Згідно з переписом 2010 року, у місті мешкало 367 осіб у 160 домогосподарствах у складі 90 родин. Густота населення становила 90 осіб/км².  Було 178 помешкань (43/км²).
Расовий склад населення:
| - 95,9 % — білих - 2,2 % — корінних американців - 0,3 % — чорних або афроамериканців |

До двох чи більше рас належало 1,6 %. Частка іспаномовних становила 1,6 % від усіх жителів.
За віковим діапазоном населення розподілялося таким чином: 25,1 % — особи молодші 18 років, 59,9 % — особи у віці 18—64 років, 15,0 % — особи у віці 65 років та старші. Медіана віку мешканця становила 39,5 року. На 100 осіб жіночої статі у місті припадало 96,3 чоловіків;  на 100 жінок у віці від 18 років та старших — 102,2 чоловіків також старших 18 років.
За межею бідності перебувало 29,6 % осіб, у тому числі 47,0 % дітей у віці до 18 років та 12,8 % осіб у віці 65 років та старших.
Цивільне працевлаштоване населення становило 171 осіб. Основні галузі зайнятості: освіта, охорона здоров'я та соціальна допомога — 21,6 %, виробництво — 15,8 %, мистецтво, розваги та відпочинок — 15,2 %, роздрібна торгівля — 14,6 %.

## Відомі люди
- Майк Антонович — американський хокеїст.